# Fehérvárcsurgó
Fehérvárcsurgó es un pueblo húngaro perteneciente al distrito de Mór, condado de Fejér.

## Superficie
Cuenta con una superficie de 29,64 km².

## Demografía
Hasta 2024 la población era de 2069 habitantes, con una densidad de población de 69,80 hab/km².
| Gráfica de evolución demográfica de Fehérvárcsurgó entre 2020 y 2024 |
|                                                                      |
| Datos según la Oficina Central de Estadística de Hungría.            |